# 사라왁 왕령식민지
사라왁 왕령식민지(영어: Crown Colony of Sarawak, 말레이어: Tuan Yang Terutama Gabenor Koloni Mahkota British Sarawak)은 1946년 설립된 영국의 왕령식민지이다.
보르네오 섬 서북부에 위치하여 동쪽으로는 사바, 남쪽으로는 인도네시아와 인접해 있었으며 사바 근처에 브루나이를 끼고 있었다. 1963년 7월 22일 자치 정부를 수립했으며 동년 9월 16일 말레이시아에 합병되어 소멸되었다. 현재는 말레이시아 사라왁 주이다.

## 역사
1658년 이 지역은 브루나이 왕국의 영토가 되었다. 그러나 1839년 영국인 모험가인 제임스 브룩이 이곳에 출몰하는 해적을 소탕하는 공로를 세우자, 당시 브루나이의 술탄이던 오마르 알리 사이푸딘 2세가 감사의 표시로 이곳을 브룩의 영지로 하사하였고, 1841년에 그를 사라왁 왕국의 왕으로 봉하였다. 제임스 브룩은 1868년에 모국인 영국으로 돌아가서, 그 해에 잉글랜드의 데본 주에 있는 그의 저택에서 생을 마감하였지만, 그의 영지는 조카인 찰스 앤서니 존슨 브룩에게 상속되었다. 그러나, 그의 아들인 찰스 바이너 브룩이 통치하던 1941년에 제2차 세계대전의 일환으로 사라왁 지역 전역이 일본 제국에 점령 하에 놓였고, 그동안 사라왁 국왕 일가 전원이 오스트레일리아의 시드니로 망명하여, 일본 제국의 점령이 끝난 1945년까지 그곳에서 생활하였다.
제2차 세계대전이 연합국의 승리로 끝나자, 1945년에 사라왁 왕실이 복위하지만, 같은 해 영국 군령이 되어 독립은 사실상 끝났다. 1946년 영국의 직할 식민지 및 보호령이 되었으며, 결국 사라왁 왕국은 종말을 고했다.
영국의 통치는 사라왁 주민들의 반발을 가져왔고, 수차례 독립운동이 일어났으나, 모두 다 실패했다. 1963년 7월 22일 영국으로부터 자치권을 획득하였으나 이는 사라왁 스스로 독립했다기 보다는, 말라야 연방에 가입을 목표로 하였기 때문에 이루어진 것이었다. 결국 1963년 9월 16일 사바, 싱가포르, 말라야 연방과 함께 합병되어 신생 국가인 말레이시아로 출범했다.
현재 사라왁의 독립 문제는 화두가 되고 있다. 사실, 말레이시아로 합병될 때부터 논란이 많았는데, 일각에서는 말레이시아 조약을 부정으로 간주하고, 무효를 선언하기도 한다. 1965년 싱가포르의 탈퇴로 이 문제는 더욱 불거졌는데, 사바의 주수상이었던 툰 푸아드 스테픈스는 "싱가포르 때문에 가입했는데 정작 싱가포르가 나갔으니, 우리가 같이 할 이유가 없다"며 사실상 조약에 대한 무효를 선언했다. 하지만 말레이시아 연방정부는 무효 논란을 전면 부정했으며, 인도네시아의 침공 경력으로 쉽게 독립하려는 염두도 나지 않았다. 1970년대부터 사라왁 주는 자치권을 잃기 시작했으며, 현재는 말레이시아의 심각한 통제를 받아, 말레이시아에서 가장 가난한 주로 전락했다. 최근 SSKM 등 독립단체들이 결성되면서 독립운동이 세지고 있다.

## 정치
1963년 7월 22일 영국으로부터 자치권을 획득하여 새로운 내각을 구성했다. 사라왁 직할 식민지 시절 마지막 총독이었던 알렉산더 워델 경이 총독으로 있었으며, 사라왁의 지도자로 계속 있었다. 사라왁의 새 내각은 54일만에 붕괴되었고, 스테픈 칼롱 닝칸이 주수상으로 선출되었다.

## 언어
영어, 말레이어, 중국어, 이반어 등이 사용되었으나, 실질적인 공용어는 영어였다. 영국의 영향 때문인데, 현재도 이 시기에 태어나거나 교육을 받은 사라왁인들은 지금까지도 말라야인과 비교될 정도로 높은 수준의 영어를 구사한다. 그러나 말레이시아로 합병된 후 영어는 공용어의 지위를 박탈당했으며, 후에 태어나거나 교육받은 세대들은 영어를 아예 못하는 경우도 있다. 대표적인 원주민인 이반이나 다약은 이반어, 다약어 등을 구사했으나, 합병 후에는 교육이 제대로 이루어지지 않아, 대부분이 말레이어를 구사한다. 현대 이반 중 이반어를 구사하지 못하는 것은 전혀 이상하지 않다.

## 같이 보기
- 사바 (1963년)
- 싱가포르 (1963년)
- 말라야 연방
- 말레이시아
- 사바와 사라왁이 말레이시아를 떠나다
- 사라왁 사바 독립운동